# École des beaux-arts de Tokyo
Pour les articles homonymes, voir École des beaux-arts.

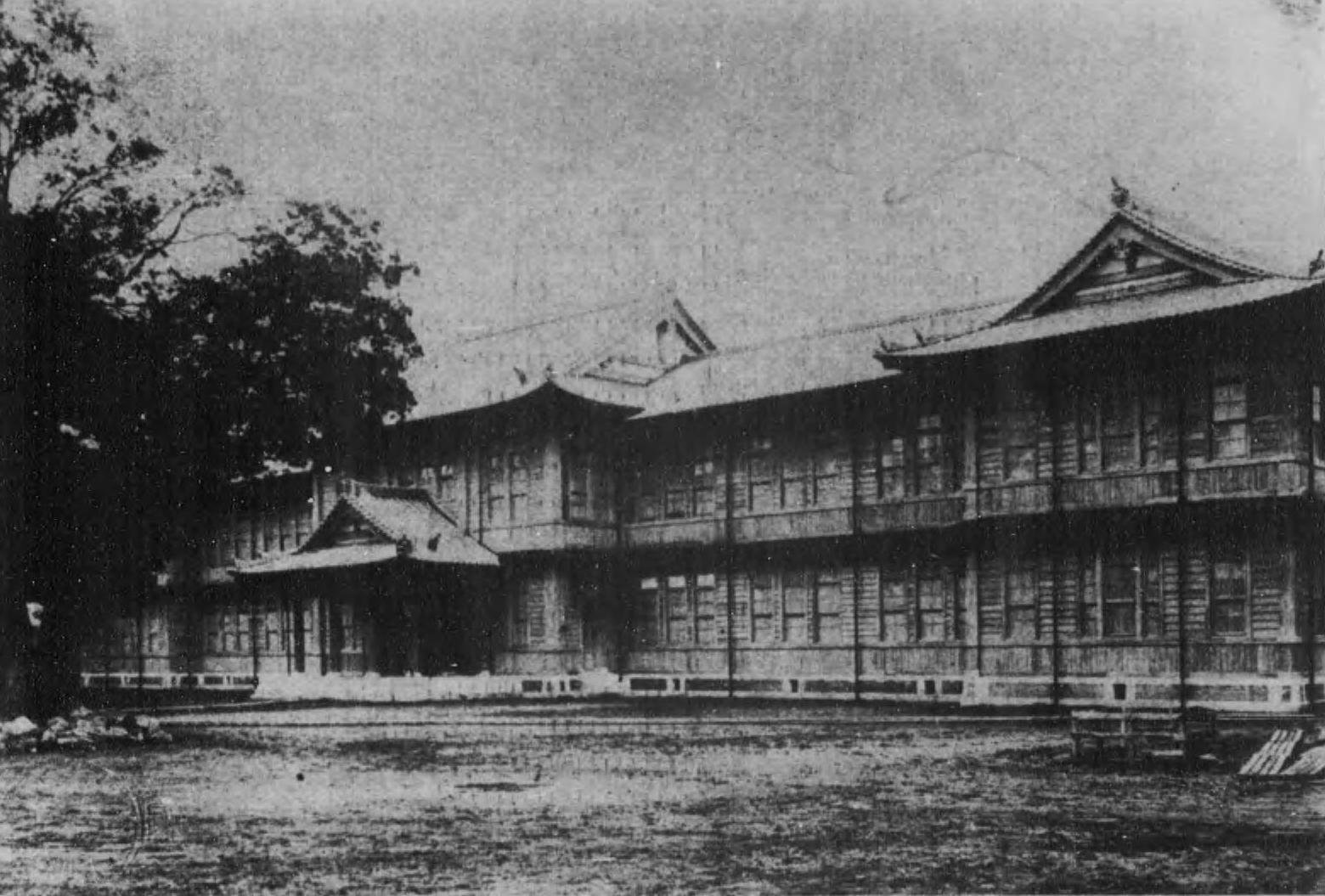
École des beaux-arts de Tokyo (1913)

L'École des beaux-arts de Tokyo (東京美術学校, Tōkyō Bijutsu Gakkō) était une école d'arts située dans la ville japonaise de Tokyo.

## Historique
En 1885, le département ministériel de l’éducation fonde un bureau de la peinture (Zuga-torishirabe-gakari　図画取調掛). Des membres de ce bureau, comme le philosophe américain, spécialiste des questions d’esthétique, Ernest Fenollosa, ou son élève Okakura Kakuzō, militèrent pour qu’il se transforme en un institut spécialisé dans la formation des artistes. Il changera donc de nom en 1887 pour devenir l’École des beaux-arts de Tokyo (Tōkyō bijutsu gakkō).
Elle a fusionné en 1949 avec l'École de musique de Tokyo pour donner naissance à l'université des arts de Tokyo.